# L'Amazone
Pour les articles homonymes, voir Amazone.
Pour plus de détails, voir Fiche technique et Distribution.
L'Amazone (Zander the Great) est un film américain réalisé par George W. Hill, sorti en 1925.

## Synopsis
Mamie, une orpheline, est confiée à un foyer d'accueil, composé d'une mère délaissée et de son bébé, que Mamie surnomme Zander.
Quand la mère meurt quelques années plus tard, Mamie veut éviter que Zander soit enfermé à l'orphelinat où elle a souffert. Elle fuit vers l'Oklahoma à la recherche d'Alexander, le père de Zander, qui mène une vie de trafiquant près de la frontière mexicaine.

## Fiche technique
- Titre original : Zander the Great
- Réalisation : George W. Hill
- Scénario : Frances Marion d'après Zander the Great d'Edward Salisbury Field
- Production : William Randolph Hearst
- Distribution : Metro-Goldwyn-Mayer
- Photographie : George Barnes, Harold Wenstrom
- Musique : Victor Schertzinger
- Montage : James C. McKay
- Durée : 80 minutes (8 bobines)[1]
- Date de sortie: 
  - États-Unis : 2 mai 1925

## Distribution
- Marion Davies : Mamie Smith
- Holbrook Blinn : Juan Fernández
- Harrison Ford : Dan Murchinson
- Harry Watson Jr. : Good News
- Harry Myers : Texas
- George Siegmann : Black Bart
- Emily Fitzroy : le Matron
- Hobart Bosworth : le Shérif
- Hedda Hopper : Mrs. Caldwell
- Jack Huff : Zander